# Ukuma
Ukuma és un municipi de la província de Huambo. Té una extensió de 1.600 km² i 42.687 habitants segons el cens de 2014. Comprèn les comunes de Kakoma, Ukuma i Mundundo. Limita al nord amb el municipi de Londuimbale, a l'est amb els municipis d'Ekunha i Longonjo, al sud i oest amb el municipi de Ganda i a l'oest amb el municipi de Tchinjenje.